# Isaac Wilbour

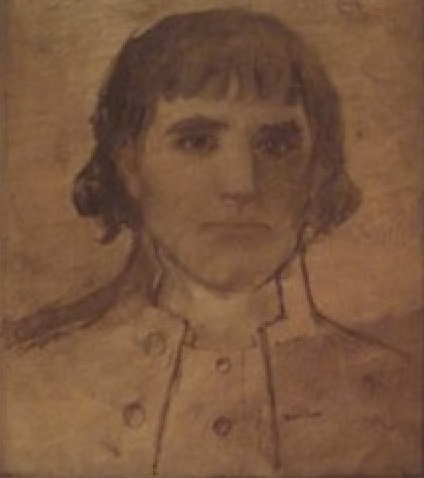
Isaac Wilbour

Isaac Wilbour (* 25. April 1763 in Little Compton, Newport County, Colony of Rhode Island and Providence Plantations; † 4. Oktober 1837 ebenda) war ein US-amerikanischer Jurist und Politiker und von 1806 bis 1807 Gouverneur des Bundesstaates Rhode Island. Zwischen 1807 und 1809 vertrat er seinen Staat im US-Repräsentantenhaus.

## Frühe Jahre und politischer Aufstieg
Nach der Grundschule studierte Isaac Wilbour Jura und wurde 1793 als Rechtsanwalt zugelassen. Danach begann er in seinem neuen Beruf zu arbeiten. Außerdem war er in der Landwirtschaft tätig. Zwischen 1793 und 1800 übte Wilbour verschiedene lokale Ämter aus. Damals war er Mitglied der sogenannten Country Party, die in Opposition zur Föderalistischen Partei stand und gegen eine starke Bundesregierung war.

## Gouverneur und Kongressabgeordneter
Zwischen 1805 und 1806 war Isaac Wilbour Abgeordneter im Repräsentantenhaus von Rhode Island. Im Jahr 1806 war er dessen Präsident. Im selben Jahr wurde er zum Vizegouverneur seines Staates gewählt. Nachdem in diesem Jahr keine Gouverneurswahl stattfand und dieses Amt vakant war, musste er zwischen dem 7. Mai 1806 und dem 6. Mai 1807 als Gouverneur amtieren. Zwischen 1807 und 1809 absolvierte Wilbour eine Legislaturperiode im Repräsentantenhaus der Vereinigten Staaten. Zu diesem Zeitpunkt war er bereits Mitglied der Demokratisch-Republikanischen Partei. Noch im Jahr 1807 lehnte er ein Angebot des neuen Gouverneurs James Fenner ab, der ihn zu seinem Nachfolger im US-Senat ernennen wollte. In den Jahren 1808 und 1812 kandidierte er erfolglos um weitere Legislaturperioden im Kongress.

## Weiterer Lebenslauf
Von 1810 bis 1811 war er nochmals Vizegouverneur von Rhode Island. Im Jahr 1818 wurde er Richter am Rhode Island Supreme Court; zwischen 1819 und 1827 war er als Chief Justice dessen Vorsitzender Richter. Isaac Wilbour starb am 4. Oktober 1837. Mit seiner Frau Hannah Tabor hatte er sechs Kinder.